# E. Robert Schmitz
E. Robert Schmitz (francès: Élie Robert Schmitz)  (París, 8 de febrer de 1889 - San Francisco, 5 de setembre de 1949) va ser un pianista i compositor francoamericà.

## Biografia
Schmitz va estudiar amb Louis Diémer al Conservatori de París, on va guanyar el primer premi de piano. Va cridar l'atenció de Camille Saint-Saëns i Vincent d'Indy mentre dirigia "l'Association Musicale Moderne et Artistique" (més tard rebatejada com L'Association de Concerts Schmitz), que va donar l'estrena mundial de Debussy la Première rhapsodie, de Roussel Evocations, Le Flem's Crépuscules d 'amour, i la Suite Symphonique de Milhaud. Schmitz va dirigir l'Associació des de 1912 fins a 1914.
Schmitz va fer una gira pels Estats Units el 1919 i, l'any següent, va fundar a Nova York la "Franco-American Music Society". La Societat es va constituir com a Pro Musica el 1923.
Schmitz va publicar un sistema d'estudi del piano, he Capture of Inspiration, el 1935. El seu llibre, The Piano works of Claude Debussy, anàlisi tècnica amb comentaris, es va publicar després de la seva mort, el 1950. Schmitz va gravar els Preludis de Debussy, Llibres I i II, per a "Victor Records", reeditat en l'era LP al segell RCA Camden (CAL-179/180). Entre els seus alumnes hi havia els compositors Samuel Dolin i Gertrude Price Wollner.
Va morir el 5 de setembre de 1949 a San Francisco, Califòrnia.